# 軍官與紳士
《軍官與紳士》（英語：An Officer and a Gentleman）是一部1982年的美國愛情喜劇電影。由派拉蒙影業公司發行，泰勒·哈克佛執導，李察·基爾、黛博拉·溫姬和小路易斯·格賽特主演。本片是李察·基尔成名作，当年取得票房与評论双丰收，后被選為AFI百年百大愛情電影；小路易斯·格賽特憑藉此片获奧斯卡最佳男配角獎，電影主題歌获奧斯卡最佳歌曲獎。

## 劇情
扎崔里·「扎克」·梅佑幼時母親自盡尋短而父親拋妻棄子不負責任，他帶著童年時的創傷加入海軍預校，只為能有機會開飛機。在為時十三週的新訓中，扎克操練體能，學習武術，以及各項學科。他還走私簇新的軍用個人佩件以助同袍通過內務檢查，並趁此牟利，又與抓到他走私途徑的學員席德·沃利談條件後結為好友，兩人各自都交上了漂亮的女友，工廠女工寶拉及林奈。但也遇上了許多不順心的事。
扎克的走私勾當終被破獲。教官命他自行退訓，但扎克不願意。於是扎克當週被禁足，操練至筋疲力盡，又被罰以牙刷清潔樓梯。教官指責以他的人格不適合從軍，反倒是體能跟不上的女學員希格具備軍人性格，但扎克依然堅持下去。
隨著結訓日期臨近，兩人的女朋友都在擔心屆時會被男伴拋諸腦後，尤其寶拉的生父當初也是在結訓後離開寶拉母親一去不回的預校生。但扎克己決心斷個乾淨，而席德在故鄉早有父母安排的親事。
在心知肚明扎克的想法後，寶拉似乎又找到了新伴侶。而林奈好像懷孕了，席德覺得自己該負責任。扎克本有望在結訓的障礙賽中破紀錄並留名，但他選擇鼓勵希格並與她一起完賽，也注意到席德心事重重。
席德不願自己的小孩流落他方，扎克不以為然，覺得男女可以好聚好散。兩人發生爭執。鬱悶的席德在高空低壓測試中精神崩潰。他發覺自己一點都不喜歡從軍，完全是為了別人才進預校，於是自請退訓。離校後他向林奈求婚，林奈得知他退訓後拒絕嫁給他，並告知自己其實沒懷孕。席德仍願意娶她並一起回老家當店員，但林奈一心只想當飛行員之妻並遠居國外。席德無奈離去。
遍尋不著好久行蹤的扎克拉上寶拉一起找人，得知林奈的作為後大為光火，隨後又在四人常去的汽車旅館發現席德已然自經。扎克自責未能看出媽媽與好友的不對勁，寶拉勸慰他並表示自己愛他，但扎克決心自暴自棄。
扎克找上教官自請退訓，教官把人叫到武術訓練場教訓他。扎克一開始給了教官幾拳，隨即被打到起不了身。教官生氣地要他自行決定去留。
剩下的學員終於順利結訓，成為少尉。教官以軍曹的階級向這些新晉軍官一一敬禮。扎克少尉找上寶拉及其母工作的工廠，在眾人歡呼中抱得美人歸。

## 外部連結
- 開眼電影網上《An Officer and a Gentleman》的資料（繁體中文）
- 豆瓣电影上《An Officer and a Gentleman》的資料 （简体中文）
- 时光网上《An Officer and a Gentleman》的資料（简体中文）
- AllMovie上《An Officer and a Gentleman》的资料（英文）
- 爛番茄上《An Officer and a Gentleman》的資料（英文）
- Box Office Mojo上《An Officer and a Gentleman》的資料（英文）
- TCM电影资料库上《An Officer and a Gentleman》的资料（英文）
- Metacritic上《An Officer and a Gentleman》的資料（英文）
- 互联网电影数据库（IMDb）上《An Officer and a Gentleman》的资料（英文）